# Garikoitz Bravo Oiarbide
Garikoitz Bravo Oiarbide (Lazkao, 31 de juliol de 1989) és un ciclista basc, professional des del 2012 i actualment a l'equip Euskadi Basque Country-Murias.

## Palmarès
- 2009
  - Campió del País Basc sub-23 en contrarellotge

### Resultats a la Volta a Espanya
- 2018. 116è de la classificació general